# Tiberiu Costache
Tiberiu Costache este un general român.
La data de 7 mai 1990, colonelul Tiberiu Costache a fost înaintat la gradul de general-maior (cu o stea) .
Generalul-maior Tiberiu Costache a îndeplinit funcția de comandant al Armatei 1 (6 ianuarie 1992  - 18 octombrie 1995). A îndeplinit apoi funcția de director în Statul Major General al Armatei Române.
Tiberiu Costache a fost înaintat la gradele de general-locotenent (cu 2 stele) la 21 octombrie 1994  și general de corp de armată (cu 3 stele) la 26 noiembrie 1998 . Prin Ordinul ministrului apărării naționale, din data de 6 noiembrie 2003, generalul-locotenent Tiberiu Costache a fost numit consilier al ministrului apărării naționale.
La propunerea ministrului apărării naționale și prin Hotărârea Consiliului Suprem de Apărare a Țării nr. S/118 din 8 iulie 2004, generalul-locotenent Tiberiu Costache a fost înaintat la gradul de general (cu 4 stele) și a trecut în rezervă cu noul grad începând cu data de 31 iulie 2004 .